# Sergueï Toumanski
 (janvier 2025).
Sergueï Konstantinovitch Toumanski (en russe : Сергей Константинович Туманский ; né le 8 mai (calendrier julien) /  21 mai 1901 (selon le calendrier grégorien) et mort le 9 septembre 1973) était un constructeur de moteurs d'avions soviétique.
Après ses études, il travailla de 1931 à 1938 ainsi qu'à partir de 1940 au bureau d'études central des moteurs d'avions qui appartenait à l'usine de moteurs d'avions n° 29 à Leah. En 1943, il devint directeur adjoint du bureau d'études OKB Mikouline. En 1955, il fut nommé ingénieur en chef puis ingénieur général l'année suivante. Il conserva ce poste jusqu'en 1973.

## Biographie
Sergueï Toumanski est né le 21 mai 1901 à Minsk alors dans l'empire russe et est décédé le 9 septembre 1973 à l'âge de 73 ans à Moscou alors en Union soviétique.
Toumanski était un spécialiste en mécanique et en construction de machines. Le 26 juin 1964, il a été élu membre correspondant de l'académie des sciences d'URSS pour le département de mécanique et des processus de contrôle. Le 26 novembre 1968, il devient académicien dans ces mêmes départements.

## Contributions
Toumanski a exercé une influence prépondérante sur le développement des moteurs à réaction pour avions supersoniques. Les moteurs sur lesquels il a travaillé et/ou qu'il a conçus sont notamment :
- Toumanski M-87 - un moteur d'avion en étoile à refroidissement par air
- Toumanski M-88 - un moteur d'avion en étoile à refroidissement par air, développé avant la Seconde Guerre mondiale
- Toumanski RD-9 - le premier turboréacteur entièrement conçu en URSS
- Toumanski RD-10 - copie du Junkers Jumo 004 allemand - moteur du Yakovlev Yak-15
- Toumanski R-11 - turboréacteur du MiG-21
- Toumanski R-13 - turboréacteur conçu par Sergueï Alekseïevitch Gavrilov
- Toumanski R-15 - turboréacteur à compression axiale simple flux avec postcombustion
- Toumanski R-25 - turboréacteur, ultime développement du Toumanski R-11

## Décorations
Après avoir reçu le prix de l'État en 1946, il fut décoré en 1957 de l'Ordre de Héros du travail socialiste et de l'Ordre de Lénine, notamment en récompense du succès du R-11.
Il a été fait citoyen honoraire de Kouïbychev en 1982. Il a également reçu l'ordre de Lénine (4 fois), l'ordre de la Révolution d'Octobre et l'Ordre de l'Étoile rouge.